# Piccolo formato
     Piccolo formato
     Medio formato
     Grande formato

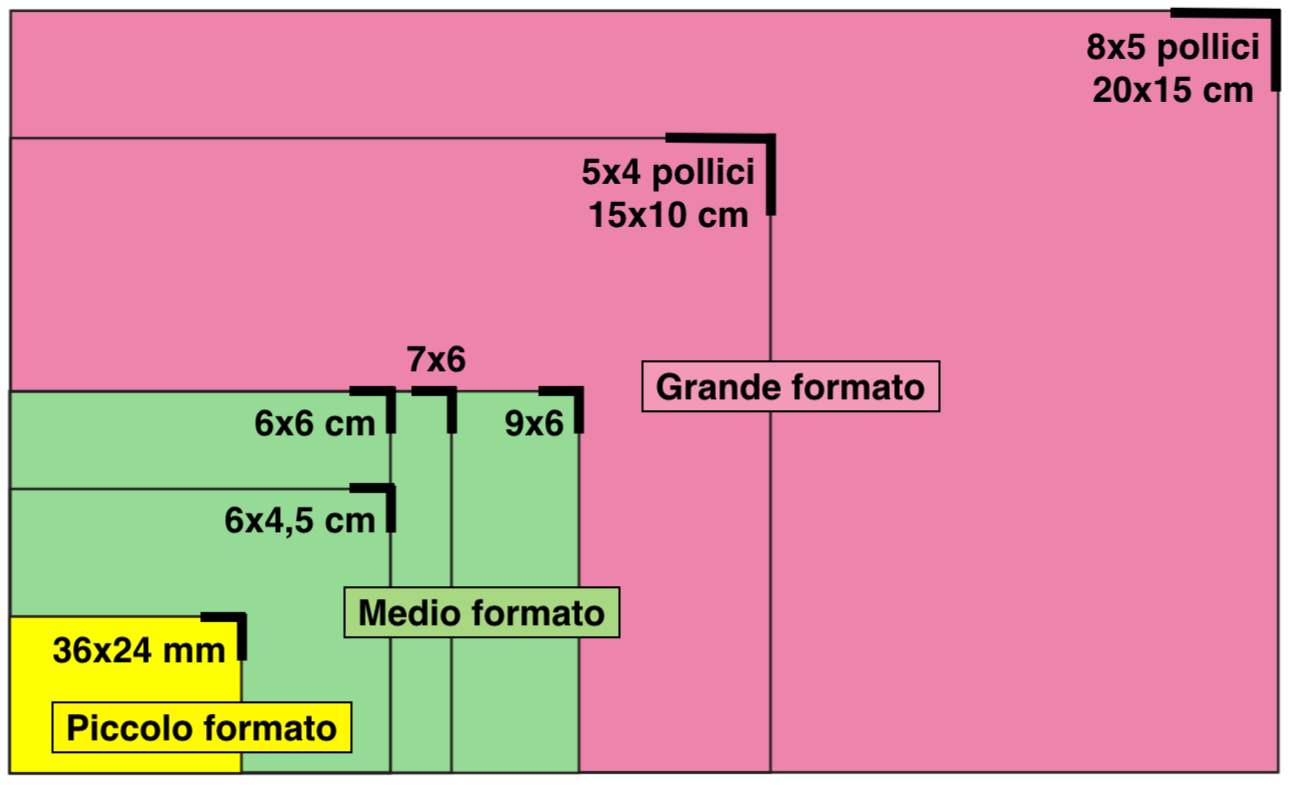
Piccolo formato
Medio formato
Grande formato

Il termine piccolo formato indica generalmente una tipologia di fotocamere, che usa appunto un tipo di pellicola detta «di piccolo formato», ad esempio il formato 135 e altri come il APS, ecc. Su questi formati di pellicola, possono coesistere vari formati di fotogramma, i quali sono tutti conosciuti come «di piccolo formato», tipo: il formato Leica 24x36, il 24x18, il 24x65, 30x17, e vari altri, con specifiche dimensioni, più spesso in millimetri, e relativi rapporti d'aspetto.
Il piccolo formato si differenzia dal medio formato e dal grande formato.

## Considerazioni
Tra i piccoli formati, il rullino 135 caricato con pellicola cinematografica da 35 mm, è stato il più famoso e usato al mondo, ed ha consentito di costruire macchine veramente piccole e leggere a partire dalla Leica I (poi aumentate di dimensioni con le reflex dal dopoguerra), rispetto a quelle di medio formato, ed anche relativamente più economiche, che hanno comunque permesso di ottenere immagini di discreta qualità, adeguata nella gran parte delle applicazioni di massa; si tratta quindi di un formato per uso generale, che prima dell'avvento della fotografia digitale, veniva usato praticamente da tutti i dilettanti e anche da alcuni professionisti, almeno per le applicazioni meno critiche. Tuttavia, in ambito professionale, il formato Leica è sempre stato usato solo per i lavori più economici e/o in quelle situazioni che richiedevano leggerezza e praticità, come nel fotogiornalismo (cronaca, sport, guerra, ma anche nei matrimoni) o di reportage in luoghi impervi e di viaggio in generale. Per i lavori di qualità più alta, il medio formato e il grande formato, ancora oggi temono pochi paragoni nel confronto.